# La Victoria (Haití)
La Victoria (en francés La Victoire y en criollo haitiano Laviktwa) es una comuna de Haití que está situada en el distrito de San Rafael de la Angostura, del departamento de Norte.

## Secciones
Está formado por la sección de:
- La Victoria (que abarca la villa de La Victoria)

## Demografía
| Gráfica de evolución demográfica de La Victoria entre 2009 y 2015 |
|                                                                   |

Los datos demográficos contemplados en este gráfico de la comuna de La Victoria son estimaciones que se han cogido de 2009 a 2015 de la página del Instituto Haitiano de Estadística e Informática (IHSI). 